# Alexandre Renier
Alexandre Renier, né le 6 février 1823 à Liège et mort le 18 octobre 1899 dans sa ville natale, est un architecte belge. Il est aussi professeur de dessin architectural à l'Académie royale des beaux-arts de Liège de 1868 à 1888.

## Biographie
Né le 6 février 1823 à Liège, Charles Nicolas Louis Alexandre Renier est le fils de Charles Philippe Joseph Renier (1792-1871) et Marie Elisabeth Drion (1788-1868). Il épouse Marie Elisabeth Roosen (1832-1871) puis se remarie avec Florence Bernardine Dumont.
Il se forme à l'Académie royale des beaux-arts de Liège, où il suit les cours de Julien-Étienne Rémont. puis il part à Paris pour achever sa formation d'architecte. Une fois revenu à Liège, il commence à travailler au service des travaux de l'administration communale, alors dirigé par Julien-Étienne Rémont, où il va rester pendant trente ans et il y termine sa carrière en qualité d'architecte de la ville de Liège.

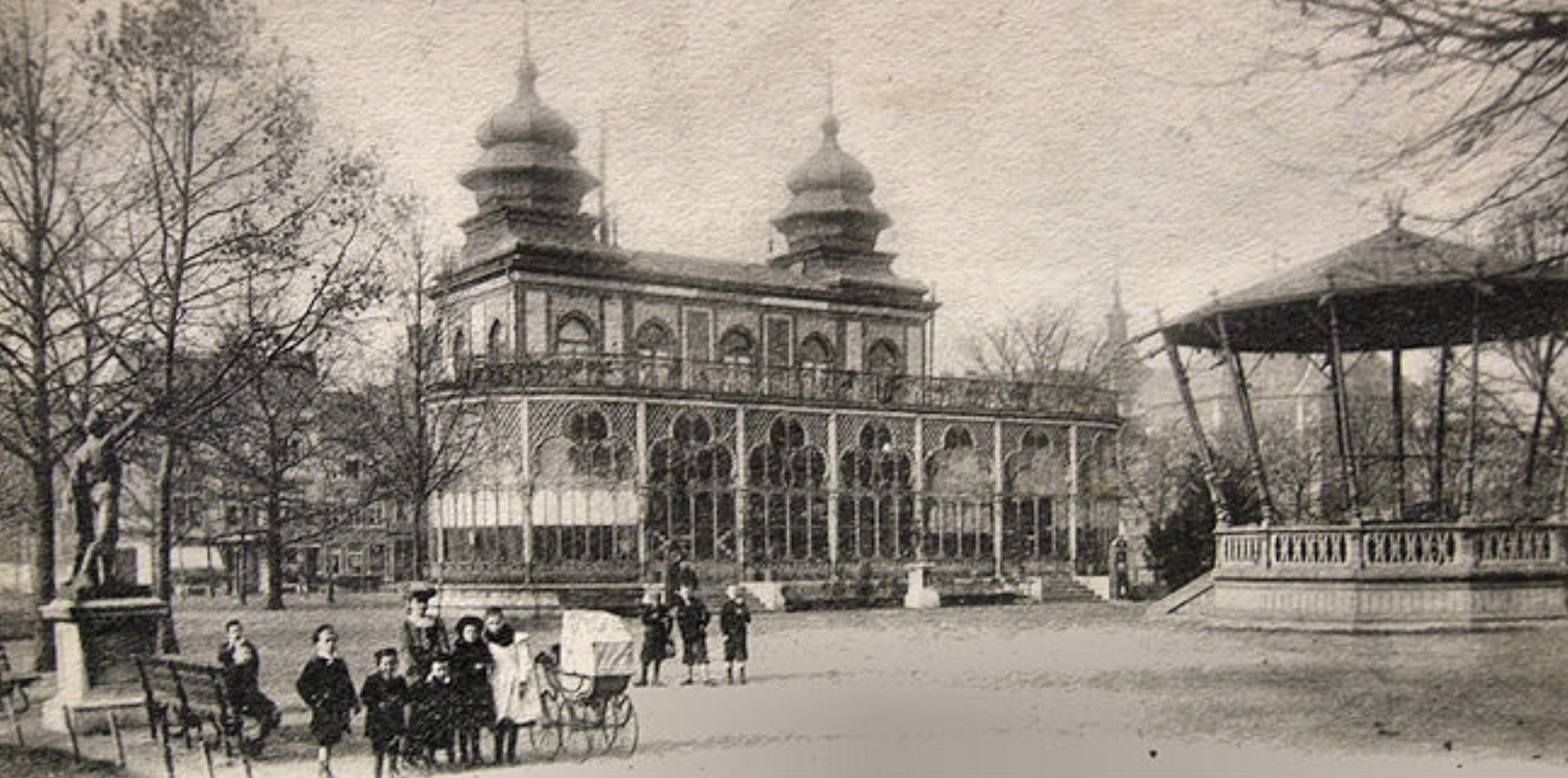
Trink-Hall du parc d'Avroy à Liège, vers 1900.

Alexandre Renier est l'architecte du premier Trinkhall construit à Liège en 1880-1881 dans le parc d'Avroy, qui est dévasté par les inondations de 1925-1926 et finalement démoli en 1961. L'emplacement est occupé depuis 2020 par le Trinkhall Museum. Le premier bâtiment, qui est inauguré le 21 juillet 1881, est « un petit palais des mille et une nuits, entouré d’une résille d’acier ouvragée à l’orientale et surmonté de deux tours en cuivre d’inspiration mauresque ». Y ont lieu « d'innombrables concerts d’harmonie ou de symphonie, à l’intérieur ou sur le kiosque, spectacles de théâtre et de music-hall, feux d’artifice, illusionnistes, aérostiers - le fameux capitaine Gilbert et son ballon rotateur ! -, chanteurs et acrobates, dioramas et cinéma géant, les promenades, les jeux, les rencontres, les bals et les tournois de billards ». 
Lorsque Julien-Étienne Rémont renonce à son poste de professeur à l'Académie royale des beaux-arts de Liège en 1868, Renier reprend les cours de dessin architectural et nomenclature architecturale,,, et Hyacinthe Dejardin reprend les cours de composition architecturale (pratique et théorique). Alexandre Renier enseigne à l'Académie jusqu'en 1888, moment où il est remplacé par Gustave Charlier.
Il décède dans sa ville natale alors qu'il est âgé de 76 ans, le 18 octobre 1899,. Il est inhumé au cimetière de Robermont.